# 苏赫巴托尔勋章
蘇赫巴托尔勳章，是蒙古自1941年5月16日開始頒授的獎章，用來表揚對蒙古人民共和國有軍事和民事貢獻的蒙古人和外國人。该勋章以蒙古民族英雄达木丁·苏赫巴托尔的名字命名。该勋章至今仍在颁发，自1992年以来一直是最高国家勋章，由蒙古总统下令授予。
這勳章取名自蒙古民族英雄、蒙古共產主義之父達木丁·蘇赫巴托爾，布琼尼也曾得此勋章。
- Kyakhta (Buryatia, Russia)[4]

1. ↑  . MAN.MN.   [2021-06-21] （美国英语）.
2. ↑  . itoim.mn.   [2021-06-21] （英语）.
3. ↑  . MONTSAME News Agency.   [2021-06-21] （英语）.
4. ↑  . 2010-03-05  [2021-06-21]. （原始内容存档于2010-03-05）.